# Iglesia de la Santa Cruz (Marieta)
La iglesia de la Santa Cruz es una iglesia que sirve de parroquia a Marieta, España.

## Historia
La primera iglesia de la Santa Cruz se construyó en el año 1500. Se encontraba lejos del pueblo y se hundió en 1727, con lo que pasó a utilizarse como parroquia la ermita de San Andrés. Esta se quedó pequeña, por lo que sobre ella se construyó la actual iglesia, inaugurada en 1787.

## Arquitectura
Está construida en piedra y tiene un pórtico abierto sujeto por columnas de fuste liso. Destacan el frontón y la torre de planta cuadrada.

## Arte
En la iglesia se conserva una imagen de Santa Marina.

## Festividades
El 20 de julio, víspera de la festividad de Santa Marina, se realiza una romería hasta la ermita de Santa Marina. En ella se lleva la imagen de Santa Marina desde la iglesia hasta la ermita. Se celebra desde el año 1651.